# Glenn Hall
Glenn Henry "Mr. Goalie" Hall (Humboldt, Saskatchewan, Canadá, 3 de octubre de 1931) es un portero profesional de hockey sobre hielo jubilado de Canadá. Durante su carrera en la Liga Nacional de Hockey con los Red Wings de Detroit, los Black Hawks de Chicago y los St. Louis Blues, Hall rara vez se perdió un partido, ganando el Vezina Trophy tres veces y el Calder Memorial Trophy. Según la tradición del hockey, Hall vomitaba antes de cada partido y bebía un vaso de jugo de naranja.